# اللاعبون المسافرون
اللاعبون المسافرون هو فيلم من نوع تاريخي ‏ ودراما أُصدر في 1975. الفيلم من إخراج ثيودوروس أنجيلوبولوس، أما السيناريو فكان من كتابة ثيودوروس أنجيلوبولوس وPetros Markaris ‏.

## القصة
تقع أحداث الفيلم في اليونان. وقصة الفيلم الرئيسية حول المقاومة اليونانية والمجلس العسكري اليوناني (من 1967 إلى 1974).

## طاقم التمثيل
- Yannis Fyrios  [لغات أخرى]‏
- Danis Katranidis  [لغات أخرى]‏
- ماريا فاسيليو
- Christoforos Nezer (d. 1995) [الإنجليزية]‏
- Petros Zarkadis  [لغات أخرى]‏
- Dimitris Kaberidis  [لغات أخرى]‏
- نينا الذقنيه  [لغات أخرى]‏
- Aliki Georgouli  [لغات أخرى]‏
- Eva Kotamanidou [الإنجليزية]‏
- جيورغوس تزيفوس
- Grigoris Evangelatos  [لغات أخرى]‏
- فانجيليس كازان

## الإنتاج
موسيقى الفيلم التصويرية كانت من تأليف Loukianos Kilaidonis ‏.

## وصلات خارجية
- اللاعبون المسافرون على موقع IMDb (الإنجليزية)
- اللاعبون المسافرون على موقع روتن توميتوز (الإنجليزية)
- اللاعبون المسافرون على موقع ألو سيني (الفرنسية)
- اللاعبون المسافرون على موقع Turner Classic Movies (الإنجليزية)
- اللاعبون المسافرون على موقع أول موفي (الإنجليزية)
- اللاعبون المسافرون على موقع فيلمافينيتي (الإسبانية)
- اللاعبون المسافرون على موقع قاعدة بيانات الأفلام السويدية (السويدية)
- اللاعبون المسافرون على موقع قاعدة بيانات الفيلم (الإنجليزية)
- اللاعبون المسافرون على موقع ليتربوكسد (الإنجليزية)
- اللاعبون المسافرون على موقع كينوبويسك (الروسية)